# Rhizocossus
Rhizocossus is een geslacht van vlinders van de familie van de Houtboorders (Cossidae), uit de onderfamilie van de Chilecomadiinae. De wetenschappelijke naam en de beschrijving van dit geslacht werden voor het eerst in 1958 gepubliceerd door Harry Kendon Clench. 
Dit geslacht is monotypisch, dat wil zeggen dat het maar één soort heeft namelijk Rhizocossus munroei Clench, 1958 uit Zuid-Amerika.